# جوزف پی الن
جوزف پرسیوال الن (به انگلیسی: Joseph Percival Allen) فضانورد اهل کشور ایالات متحده آمریکا است که در ۲۷ ژوئن ۱۹۳۷ میلادی در کرافوردزویل، ایندیانا زاده شد. وی در مأموریت اس‌تی‌اس-۵، اس‌تی‌اس-۵۱-ای حضور داشته است.